# Notoreas mechanitis
Notoreas mechanitis är en fjärilsart som beskrevs av Edward Meyrick 1883. Notoreas mechanitis ingår i släktet Notoreas och familjen mätare. Inga underarter finns listade i Catalogue of Life.